# دساو (منطقه)
دساو (به آلمانی: Regierungsbezirk Dessau) یک رگیرونگسبتسیرک در آلمان است که در زاکسن-آنهالت واقع شده‌است. دساو ۵۲۹٬۵۷۱ نفر جمعیت دارد.